# 仙遊県
仙遊県（せんゆうけん、莆仙語：シンイウガー）は、中華人民共和国福建省に位置する省直轄の県であり、しばらくの間、莆田市の代理管轄下に置かれている。

## 伝承
この地はもともと清源県と呼ばれていた。安徽省の何任侠という男が謀反を企み、息子九人はそれを嫌って飛び出し、各地を経て今の九鯉湖まで着たところ、たいへんに美しいところであったので、ここに住み着く事にし、薬草を採っては丸薬を作り、地元民を救った。ある年の中秋の夜、九兄弟が月見をしていると、羽根が生えた鯉が九尾飛び出し、九兄弟を乗せて天に昇った。鯉は九兄弟の作った薬で変化したのであった。この話が伝わり、この地は仙遊県と、県城は鯉城と呼ばれるようになった。

## 地理
福建省の東南部の沿岸部にある。海岸線はわずかながら、台湾海峡を隔てて台湾と面しており、興化系華僑の出身地として知られている。県政府のある鯉城街道は、内陸部にあり、高速道路から車で40分ほど丘陵地を走ると着く。

## 行政区画
- 街道：鯉城街道
- 鎮：楓亭鎮、榜頭鎮、郊尾鎮、度尾鎮、鯉南鎮、頼店鎮、蓋尾鎮、園荘鎮、大済鎮、竜華鎮、鐘山鎮、游洋鎮
- 郷：西苑郷、石蒼郷、社硎郷、書峰郷、菜渓郷

## 歴史
1563年、明の将軍の戚継光が倭寇と戦い、1万人余りを殲滅した。これを仙遊大戦という。

## 交通

### 鉄道
- 中国国家鉄路集団
  - 福廈線
    - 仙遊駅

### バス
- 仙遊バスターミナル - 県内、近隣の莆田市、永春県や、福州市、厦門市などの省内、広州市などの省外への長距離バスが運行している。

### 道路
- 高速道路
  -  瀋海高速道路
  -  莆炎高速道路（中国語版）
  -  甬莞高速道路（中国語版）
  -  秀永高速道路（中国語版）
- 国道
  - G324国道
  - G356国道（中国語版）

## 産業
米、ポンカン、リュウガンなどの果物、キノコ、ウナギ、茶、サトウキビの生産が盛んである。カオリナイト・花崗岩・石英などの鉱物資源も豊富である。また渓流が縦横に走っているため水力発電量は沿海地区最大である。木工品、木の彫刻品の製造も多い。

## 文化
工芸美術の郷、国画の郷、戯曲の郷、武術の郷などと称される。

## 言語
主に莆仙語が話されている。莆田市の莆仙語と比べて、泉州市の閩南語により近い。鯉城鎮では声母15種、韻母48種、声調7種を有する。

## 観光
- 文廟
- 天地壇
- 雁塔
- 東門石牌坊
- 九鯉湖景区 - 鐘山鎮
- 龍紀寺 - 蓋尾鎮

## 人物
- 蔡襄
- 蔡京
- 陳至立